# André Courrèges
André Courrèges (Pau, departamento dos Pirenéus Atlânticos, 9 de março de 1923- Neuilly-sur-Seine, 7 de janeiro de 2016) foi um estilista francês. O trabalho de André Courrèges é visionário: ele estabeleceu um mundo radical, pessoal e multifacetado.

## Carreira
Engenheiro civil por formação, trabalhou por dez anos com Balenciaga, antes de fundar sua própria casa de alta-costura em 1961. Em 1964, lançou sua coleção Space Age. Em 1965, sua coleção revolucionou a alta costura, contribuindo para o êxito da minissaia (iniciado por Mary Quant em Londres). Courrèges lida com comprimentos mais curtos, materiais e formas, como com suas botas e roupas em PVC, destaca-se no uso do branco com o vestido branco famoso e abusa de cores contrastantes. 
Em 1969 Courrèges inventou a combinação da "segunda pele". Em 1972 foi convidado para criar os uniformes oficiais Jogos Olímpicos de Munique. No mesmo ano lançou seu primeiro perfume Empreinte em um frasco de compostos de cobre/ouro como uma esfera e uma tampa de garrafa. Em 1995 contratou Jean-Charles de Castelbajac para projetar duas coleções sob sua liderança visionária. A colaboração anunciou uma longa saga entre o criador e a maison de moda. Em 2011 vendeu sua grife a dois investidores, Frédéric Torloting e Jacques Bungert, executivos da agência de publicidade Young & Rubicam.